# Gildardo Gómez Verónica
Gildardo Gómez Verónica (General Andrés Figueroa, Jalisco; 24 de julio de 1942-Guadalajara, Jalisco; 6 de junio de 2013) fue un político mexicano, miembro del Partido Acción Nacional; fue diputado local, diputado federal y senador por Jalisco.
Fue licenciado en Derecho por la Universidad Nacional Autónoma de México; en inicios de su carrera fue funcionario de las Secretaría de Industria y Comercio, Patrimonio y Fomento Industrial y de Educación Pública. Fue diputado al Congreso de Jalisco de 1983 a 1985, representante del PAN ante la Comisión Federal Electoral de 1988 a 1989 y diputado federal a la LIV Legislatura de 1988 a 1991. En 2000 fue elegido senador por Jalisco a las Legislaturas LVIII y LIX, terminando su periodo en 2006, en diciembre de ese año fue nombrado Comisionado para el Desarrollo Político de la Secretaría de Gobernación por su titular Francisco Javier Ramírez Acuña, cargo en el que cesó el 27 de enero de 2008.